# Alphonse van de Velde
Alphonse-Marie van de Velde, né le 28 avril 1834 et mort le 19 avril 1911, est un homme politique belge.

## Mandats
- Conseiller communal de Lessines : 1876
- Conseiller provincial de Hainaut : 1890-1900
- Bourgmestre de Lessines : 1896
- Sénateur de l'arrondissement de Mons-Soignies : 1900-1911

## Sources
- P. Van Molle, Het Belgisch parlement, p. 347.
- Mort de M. le sénateur Van de Velde, Le Canton d'Enghien, 7 mai 1911, p. 1.
- Funérailles de M. le Sénateur Van de Velde, Le Canton d'Enghien, 7 mai 1911, p. 1-2.

- Ressource relative à plusieurs domaines :   - ODIS